# Escut de Dominica
L'escut de Dominica fou adoptat el 21 de juliol de 1961, encara en temps de la dominació britànica, i es va conservar sense variacions després de la independència de l'estat el 1978.
Es tracta d'un escut quarterat. Al primer quarter, d'or, presenta un cocoter al natural; al segon, d'atzur, un gripau de Dominica al natural; al tercer, d'or, un veler al natural sobre un mar d'ones d'argent i atzur; i al quart, d'or, un bananer al natural. Ressaltant damunt la partició, una creu de l'un en l'altre.
Timbra l'escut un borlet d'argent i atzur somat d'un lleopard d'or armat i lampassat de gules, passant damunt una terrassa al natural. Com a suports de l'escut, dos lloros imperials al natural, l'animal emblemàtic de Dominica, que també apareix al centre de la bandera. Sota l'escut, una cinta d'or amb el lema nacional en crioll en lletres d'atzur: APRES BONDIE C'EST LA TER ('Després de Déu hi ha la Terra').
Abans de l'escut usat actualment, l'antiga colònia britànica feia servir un escut amb la representació naturalista d'un vaixell avarat al port de Roseau, la capital. Aquest mateix escut apareixia també a l'antiga bandera colonial.